# Борде, Жюль
Жюль Борде́ (фр. Jules Bordet, полное имя — Жюль Жан-Бати́ст Венса́н Борде́ фр. Jules Jean-Baptiste Vincent Bordet; 13 июня 1870, Суаньи, — 6 апреля 1961, Брюссель) — бельгийский иммунолог и бактериолог. Лауреат Нобелевской премии по физиологии и медицине за 1919 год (присуждена в 1920 году).
Член Королевской академии наук и искусств Бельгии (ARB; 1919, корреспондент с 1913), иностранный член Лондонского королевского общества (1916), Парижской академии наук (1923; корреспондент с 1921).

## Биография
Окончил Брюссельский университет, где в 1892 году получил степень доктора медицины. В 1894—1901 годах работал в лаборатории И. И. Мечникова в Пастеровском институте в Париже.
В 1899 году Борде вступил в брак с Мартой Ливоз; в дальнейшем в семье родились две дочери и сын.
Через два года после женитьбы Борде с женой и первым ребёнком переехал из Парижа в Брюссель, где ему предложили возглавить создаваемый Институт бактериологии и противорабических (то есть направленных на борьбу с бешенством) исследований, который в 1903 году переименовали в Пастеровский институт. На посту директора института Борде оставался до 1940 года. Методы, которые он развивал и разрабатывал в течение следующего десятилетия, легли в основу иммунологических исследований в биологии и медицине.

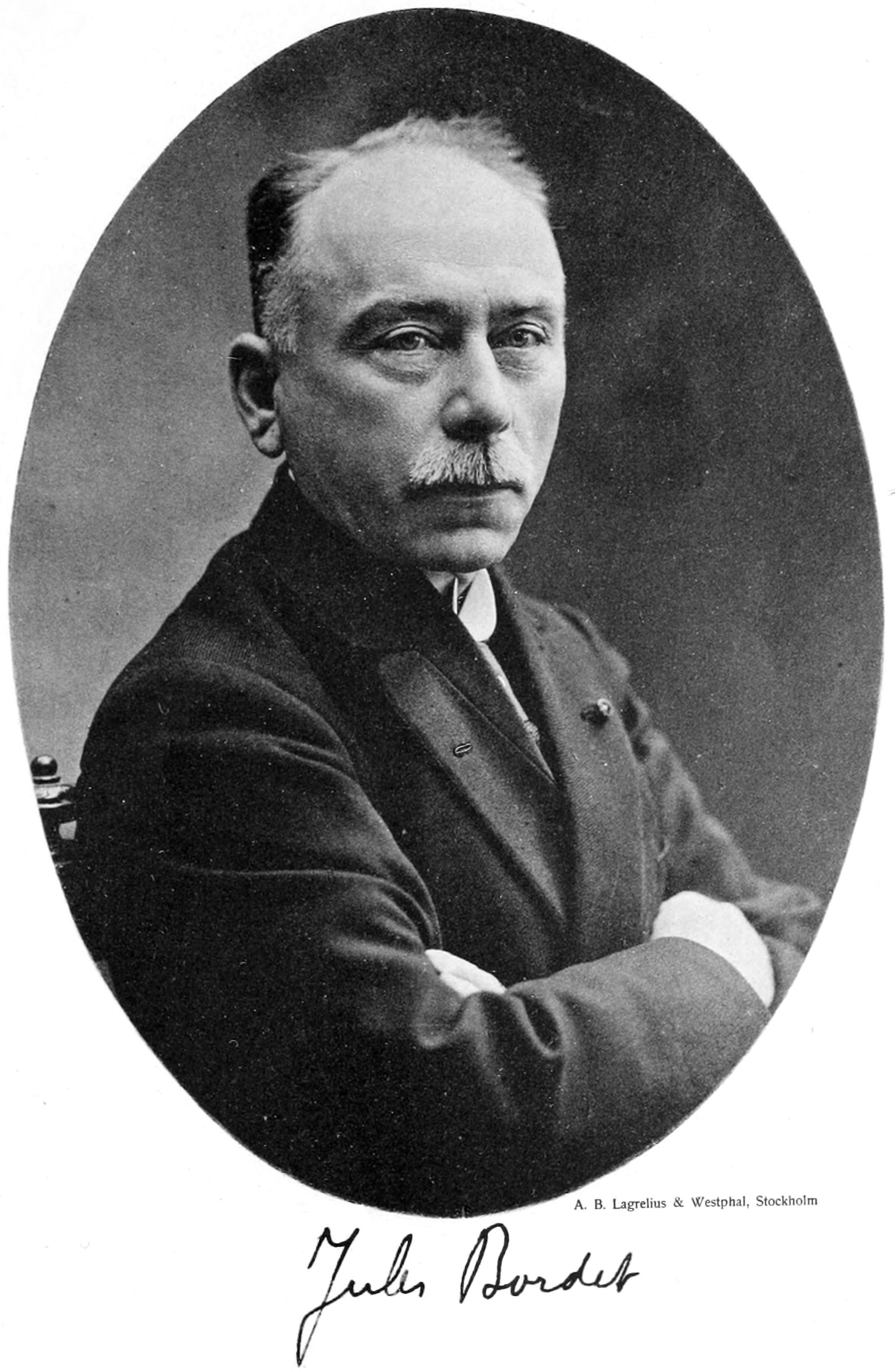
Фото 1919 года

В 1907—1935 годах преподавал бактериологию и паразитологию в Брюссельском университете.
Основные научные работы Ж. Борде посвящены иммунологии. Он установил, что в основе иммунных реакций лежат физико-химические процессы, показал механизм агглютинации, гемолиза, преципитации, дезинтоксикации, выяснил роль комплемента в реакции иммунитета. Совместно с М. Геем открыл реакцию конглютинации. Вместе с бельгийским бактериологом 
Октавом Жангу, мужем сестры, разработал реакцию связывания комплемента. В 1906 году совместно с О. Жангу выделил бациллу — возбудитель коклюша и предложил среду для ее культивирования. Разработал учение об анафилаксии (1921) и теорию бактериофагии, предложил теорию свёртывания крови.
Похоронен на кладбище Икселя в пригороде Брюсселя.
Изображён на бельгийской почтовой марке 1971 года.